# Časnik (spletni medij)
Časnik je slovenski spletni medij s konzervativno, katoliško in klasično liberalno usmeritvijo. Časnik je bil ustanovljen leta 2010 in objavlja kolumne ter nacionalne in svetovne novice. Doseg Časnika je po lastnih navedbah več kot 40.000 edinstvenih obiskovalcev mesečno. Časnik sodeluje s tednikom Družina in Radiom Ognjišče. Septembra 2022 je podjetje Mediainvest (ki je nekaj mesecev pred tem prevzelo izdajatelja medija Domovina) prevzelo podjetje Časnik d.o.o., ki izdaja medij Časnik.

## Financiranje
Leta 2021 je Časnik za izvajanje projekta "Dialog o vrednotah bližnje prihodnosti" na razpisu kulturnega ministrstva prejel okoli 16.000 € sredstev.